# Parataeniophorus
Parataeniophorus es un género de peces cetomimiformes de la familia cetomímidos. Su nombre viene del griego para (al lado de), del latín taenia (raya) y del latín fero (llevar), por tener una característica raya dibujada en los laterales, con una lingitud máxima de unos 4 cm.
Todos ellos son peces marinos batipelágicos que viven hasta los 1.400 metros de profundidad, en el fondo abisal.

## Especies
Se reconocen las siguientes tres especies:
- Parataeniophorus bertelseni (Shiganova, 1989)
- Parataeniophorus brevis (Bertelsen y Marshall, 1956) - Pez-ballena colacinta corta
- Parataeniophorus gulosus (Bertelsen y Marshall, 1956) - Pezballena africano